# Asestra bella
Asestra bella är en fjärilsart som beskrevs av Butler 1882. Asestra bella ingår i släktet Asestra och familjen mätare. Inga underarter finns listade i Catalogue of Life.